# Krzanowice (gmina)
Pour les articles homonymes, voir Krzanowice.
La gmina de Krzanowice  est une commune urbaine-rurale de la voïvodie de Silésie et du powiat de Racibórz. Elle s'étend sur 47,06 km2 et comptait 6 082 habitants en 2006. Son siège est la ville de Krzanowice qui se situe à environ 11  kilomètres au sud-ouest de Racibórz et à 68 kilomètres à l'ouest de Katowice.

## Villages
Hormis la ville de Krzanowice, la gmina de Krzanowice comprend les villages et localités de Bojanów, Borucin, Pietraszyn et Wojnowice

## Villes et gminy voisines
La gmina de Krzanowice est voisine de la ville de Racibórz et des gminy de Krzyżanowice et Pietrowice Wielkie. Elle est aussi voisine de la Tchéquie.